# 黃仲榆
黃仲榆（1896年—1955年1月24日），字明森，別號明黎。廣東省香山縣石岐長洲鄉人。民國38年（1949年）在廣州市選區遞補當選第一屆立法委員

## 生平[1]
- 加拿大域埠僑立中學卒業
- 廣東討賊軍總指揮部參謀
- 香山行營主任副官長、游擊大隊長
- 大本營船舶管理局秘書
- 海防司令部秘書長
- 廣州公安局督察長、第一九區署長
- 警衛軍司令部軍需長
- 獨立第一、第十七師經理處長
- 廣東長洲虎門要司令部參謀長
- 第一艦隊司令部參謀
- 國府參議
- 軍委長會諮議
- 寶安縣、博羅縣縣長[2]
- 中國國民黨港澳總支部執委兼書記長
- 廣州市政府秘書、地政社會局長
- 中國國民黨廣州市黨部執委
- 青年團監察
- 民國37年（1948年），當選廣州市候補第一立法委員，後遞補為立法委員[3]。
- 民國44年（1955年）1月24日病故[4]